# إيما جنكينز
إيما جنكينز (مواليد 1998) عارضة أزياء ويلزية وحاملة لقب ملكة جمال الكون في بريطانيا العظمى لعام 2019 ، التي عقدت في 13 يوليو 2019 مثلت بريطانيا العظمى في مسابقة ملكة جمال الكون 2019.

## مشاركاتها
شاركت إيما جنكينز في مسابقة ملكة جمال ويلز عام 2015 وحصلت على المركز الأول. وبصفتها ملكة جمال ويلز، مثلت ويلز في مسابقة ملكة جمال العالم 2015 ولم تحقق أي لقب.
وصلت جينكينز إلى النهائيات في مسابقة ملكة جمال بريطانيا العظمى 2017 لكنها قررت الانسحاب من المنافسة. في 13 يوليو 2019 فازت بمسابقة ملكة جمال الكون في بريطانيا العظمى في 2019 التي أقيمت في فندق ميركيور هولاند هاوس في كارديف في ويلز وقامت بتتويجها حاملة اللقب السابق دي-آن كنتيش-روجرز. مثلت جينكينز بريطانيا العظمى في مسابقة ملكة جمال الكون 2019 ولم تحقق أي لقب أيضًا.